# Beclardia
Beclardia é um género botânico pertencente à família das orquídeas (Orchidaceae).

## Lista de espécies
É composto por apenas uma espécie, a Beclardia macrostachya.